# Amedeo Angilella
Amedeo Angilella (Nola, 5 dicembre 1905 – Erba, 1º dicembre 2005) è stato un pittore italiano.

## Biografia
Nato a Nola, si formò all'Accademia di Brera sotto la guida di Aldo Carpi e Ambrogio Alciati. Trasferitosi a Ferrara, dove soggiornò per molti anni, decise in seguito di ritirarsi a Erba, in Brianza, in una villa immersa nella natura da lui stesso progettata. Proprio ad Erba morì, centenario, nel 2005.

## Esposizioni

### Le prime mostre
Dopo aver partecipato ad alcune mostre collettive, fra le quali la Mostra d'arte sacra di Assisi del 1930, a Ferrara Angilella organizzò la sua prima personale, allestita nella Sala dei giuochi del Castello Estense nel dicembre del 1931. Per l'occasione, oltre ad un notevole numero di dipinti, disegni ed opere grafiche, espose anche un autoritratto scolpito.

### La «Mostra dei sette di Brera»
Nel 1937 partecipò alla «Mostra dei sette di Brera» presso la Galleria Pesaro, di proprietà dello storico collezionista e talent-scout Lino Pesaro.
All'evento Angilella presentò dodici dipinti. La sua partecipazione fu accompagnata dalla lusinghiera presentazione di Aldo Carpi: «Angilella [...] ha in questi anni fatto buona strada nella pittura e si è liberato dalle incrostazioni accademiche, ritrovando il proprio carattere. La sua pittura analitica, tenuta su tonalità realistiche ben controllate, denota in lui una serenità di visione e la volontà di approfondire le forme». Tuttavia, le medesime caratteristiche di realismo furono criticate da Carlo Carrà, il quale, dalle colonne de L'Ambrosiano, scrisse: «L'Angilella offre un gruppo di paesaggi, in cui l'osservazione del vero prende spesso gli aspetti di un'analisi fin troppo minuta. Da ciò deriva un che di grafico e di egualità nei rapporti che nuoce all'insieme. In sostanza si desidererebbe un po' più di abbandono alla sensazione prima, che per sua natura è sempre di carattere sintetico». Di tutt'altro avviso rispetto alle sottolineature di realismo fatte da Carpi e Carrà fu la recensione apparsa sul Corriere della Sera: «Angilella [...] in questa Mostra allinea soltanto paesi estemporaneamente eseguiti, per fermare coi mezzi più rapidi mutevoli effetti di luce».
L'esposizione fu l'ultima prima della chiusura della storica galleria e fu l'ultima iniziativa del suo patron: proprio il 31 dicembre, ultimo giorno dell'esposizione, Pesaro, di origine ebraica, si suicidò a causa delle persecuzioni razziali che avrebbero portato pochi mesi dopo alla promulgazione delle leggi razziali. Fu proprio Angilella nel 1996 a dichiarare: «Proprio la sera dell'ultimo giorno [...] è entrato un tizio, non so chi fosse, che con aria disperata ha annunciato che il proprietario si era suicidato perché in quel periodo gli ebrei erano perseguitati. Altro non posso dire, non era quello il tempo in cui si potessero fare commenti, quindi la cosa per noi sette è finita lì».

### Il Premio Cremona
Nel 1940 Angilella partecipò alla seconda edizione del Premio Cremona con il trittico affrescato La battaglia del grano, senza tuttavia aggiudicarsi premi o menzioni particolari.

## Opere in musei e collezioni
Al termine della «Mostra dei sette», nel gennaio 1938 la Galleria Pesaro propose alla Provincia di Milano l'acquisto di un dipinto di ciascuno dei partecipanti. Per motivi di bilancio venne acquistato solo un olio di Raffaele Albertella: lo stesso ente tuttavia, nella primavera dello stesso anno, acquistò per 250 lire ciascuno un dipinto di Angilella (Fiori) e uno di Carlo Martini.
Contestualmente, un altro dipinto di Angilella (Cascata in montagna) fu acquistato dalla Galleria d'arte moderna di Milano.

## Produzione artistica

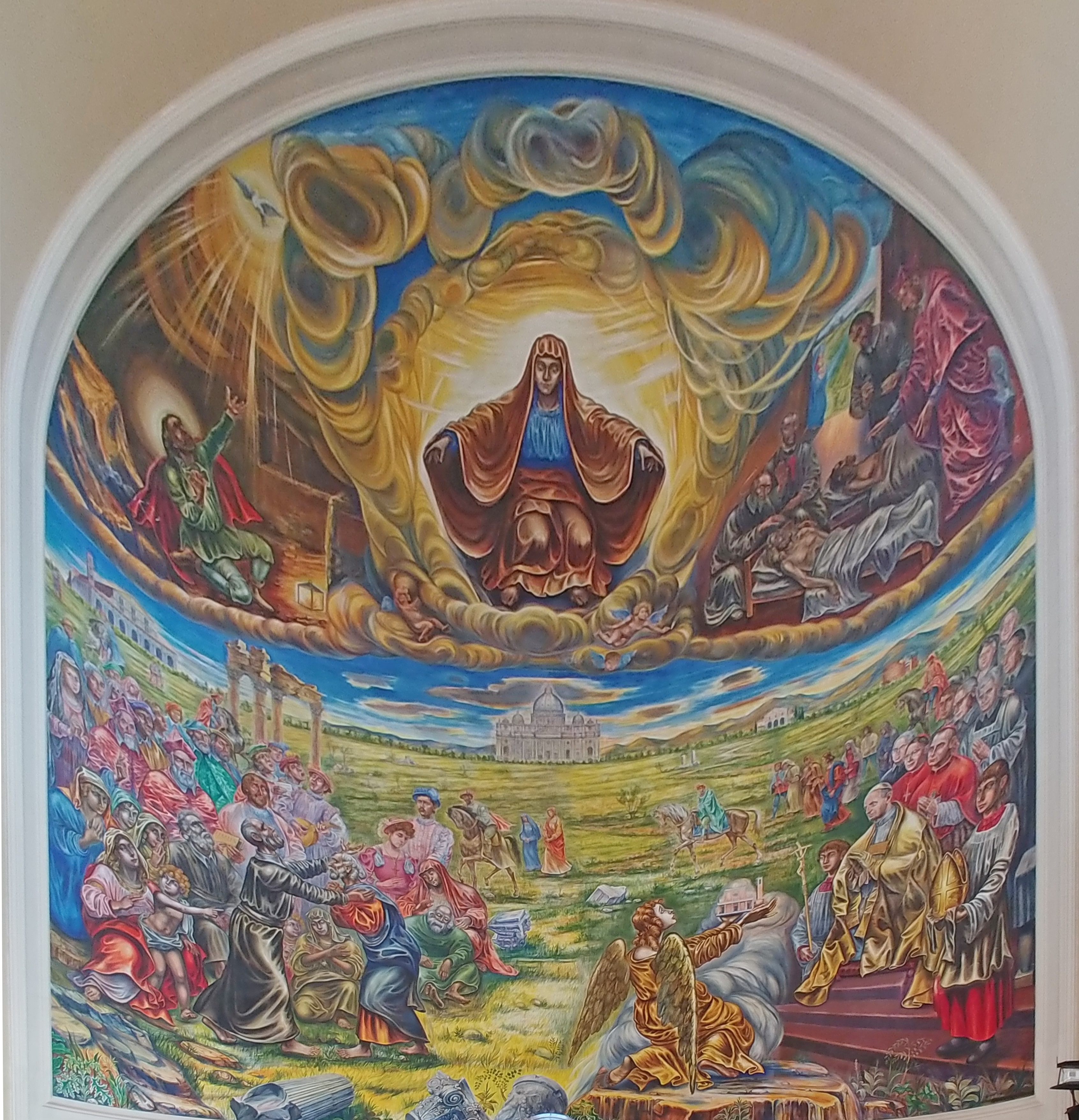
L'interno della chiesa di San Filippo Neri in Eurosia con l'abside affrescata da Amedeo Angilella.

Una tematica che Angilella sviluppò con una certa continuità fu quella della pittura sacra: se nel 1930 partecipò alla mostra d'arte sacra di Assisi con il dipinto San Francesco e Santa Chiara in estasi, che dimostrò per la prima volta quell'afflato religioso che gli procurò dalla Chiesa altre importanti committenze, fra cui il trittico ad olio raffigurante tre episodi del Vangelo per la chiesa di Santa Maria Maddalena a Crevenna (1969), il lavoro che maggiormente rappresentò questa sua vena furono le Storie della vita di San Filippo Neri. Si tratta di un affresco di notevoli dimensioni eseguito in età già avanzata (tra il 1975 e il 1979) per l'abside della chiesa di San Filippo Neri in Eurosia a Roma, in cui sono rappresentati i momenti più significativi della vita del Santo. Angilella sembrò ispirarsi ai pittori del Quattrocento più sensibili alla linea. L'accentuato cromatismo, lo «stile ferrigno» e la «figurazione analitica, nervosa e graficamente incisa» creano rimandi stilistici a maestri del passato quali Mantegna, Cosmè Tura e Botticelli. L'opera fu inaugurata dopo due anni di lavoro alla presenza del cardinale Ugo Poletti nel gennaio del 1980.
Nei primi anni Quaranta vi fu un'adesione all'estetica celebrativa fascista, mentre dagli anni Cinquanta un tema ricorrente fu quello delle nature morte. Infine, dagli anni Settanta in poi il ritiro nelle campagne brianzole diede vita ad una produzione di dipinti, in genere su tavola, raffiguranti «angoli di paesaggio» con ruscelli, boschi e dirupi: il tema delle rocce e delle loro durezze fu in quel periodo particolarmente sentito e confacente al «coriaceo temperamento dell'artista».